# Барік
Ба́рик (араб. بارق) — місто на південному заході Саудівської Аравії, в адміністративному окрузі Асір. Населення за даними на 2010 рік становить 50 113 чоловік.

## Історія
До 1916 року входив до складу Османської імперії. З 1916 по 1924 рр. — у складі незалежної держави Асір. У 1924 році, разом з Асіром, увійшов до складу саудівського королівства.

## Географія і клімат
Розташоване за 120 км на північ від міста Абха, на висоті 389 м над рівнем моря.
Клімат Баріку — пустельний тропічний. Абсолютний мінімум: 16 °C, абсолютний максимум: 45,4 °C. Середньорічна температура в місті становить 29 °C. Рідкісні опади випадають у період з жовтня по квітень з піком у грудні-січні.
| Клімат     | Клімат | Клімат | Клімат | Клімат | Клімат | Клімат | Клімат | Клімат | Клімат | Клімат | Клімат | Клімат | Клімат |
| Показник   | Січ.   | Лют.   | Бер.   | Квіт.  | Трав.  | Черв.  | Лип.   | Серп.  | Вер.   | Жовт.  | Лист.  | Груд.  |        |
| ---------- | ------ | ------ | ------ | ------ | ------ | ------ | ------ | ------ | ------ | ------ | ------ | ------ | ------ |
| Джерело: . |        |        |        |        |        |        |        |        |        |        |        |        |        |